# Епархия Балларата
 Епархия Балларата  (лат. Dioecesis Ballaratensis) — епархия Римско-Католической церкви с центром в городе Балларат, Австралия. Епархия Балларата входит в митрополию Мельбурна. Кафедральным собором епархии Балларата является собор святого Патрика.

## История
30 марта 1874 года Римский папа Пий XII выпустил буллу «Universi Dominici gregis», которой учредил епархию Балларата, выделив её из епархии Мельбурна.

## Ординарии епархии
- епископ Michael O’Connor (24.07.1874 — 14.02.1883);
- епископ James Moore (12.01.1884 — 26.06.1904);
- епископ Joseph Higgins (3.03.1905 — 16.09.1915);
- епископ Daniel Foley (12.04.1916 — 31.10.1914);
- епископ James Patrick O’Collins (23.12.1941 — 1.05.1971);
- епископ Ronald Austin Mulkearns (1.05.1971 — 30.05.1997);
- епископ Peter Joseph Connors (30.05.1997 — 1.08.2012);
- епископ Paul Bird (1.08.2012 — по настоящее время).

## Источник
- Annuario Pontificio, Libreria Editrice Vaticana, Città del Vaticano, 2003, ISBN 88-209-7422-3
- Бреве Universi Dominici gregis / Pii IX Pontificis Maximi Acta. Pars prima, Vol. VI, Romae 1874, стр. 311  (лат.)